# Blue Sky Studios
Blue Sky Studios, Inc va ser un estudi cinematogràfic estatunidenc de pel·lícules d'animació per ordinador. La seva seu estava situada a Greenwich, Connecticut i formava part de la 20th Century Fox des de 1997. L'estudi va ser fundat el 1987 per Chris Wedge, Michael Ferraro, Carl Ludwig, Alison Brown, David Brown, i Eugene Troubetzkoy després que l'empresa a la que treballaven, MAGI, un dels estudis d'efectes visuals que hi havia darrere de Tron (1982), va tancar. Utilitzant un software intern de renderització, l'estudi havia treballat en efectes visuals per anuncis i pel·lícules abans de dedicar-lo completament a produccions cinematogràfiques animades, començant al 2002 amb l'estrena d'Ice Age.
Després de la compra de Blue Sky Studios per part de Disney el 2019, es va anunciar que l'estudi deixaria d'existir l'abril de 2021 a causa de l'impacte econòmic que l'empresa havia tingut durant el confinament de la covid-19. Finalment, l'estudi va tancar el 7 d'abril de 2021.
Ice Age i Rio van ser les franquícies amb més èxit de l'estudi, mentre que Charlie Brown i Snoopy: La pel·lícula de Peanuts va ser la seva producció més alcamada per la crítica. El 2013, Scrat, un dels personatges de les pel·lícules d'Ice age, es va convertir en la mascota de l'estudi.

## Història

### 1980–89: Formació i primeres animació d'ordinador
Cap al final dels anys 70, Chris Wedge, llavors universitari a Purchase College estudiant cinema, va ser contractat per Mathematical Applications Group, Inc. (MAGI). MAGI era una de les primeres empreses de tecnologia d'ordinador, i va produir SynthaVision, una aplicació de software que podia replicar les lleis de la física per mesurar rajos de radiació nuclear per contractes de govern dels EUA.:12–13 A MAGI, Wedge va conèixer Eugene Troubetzkoy, que tenia un doctorat en física teòrica i era un dels primers animadors per ordinador. Utilitzant el seus coneixements dins l'animació de personatges, Wedge va ajudar a MAGI a produir animacions per a anuncis televisius, cosa que al final els va portar a una oferta de Walt Disney Productions per produir l'animació de la pel·lícula Tron (1982). Després deTron, MAGI va contractar Carl Ludwig, un enginyer elèctric, i Mike Ferraro va ser transferit a la divisió de cinema des de la divisió "Cad Cam" de MAGI.:13 Quan l'èxit de MAGI va començar a baixar, l'empresa va contractar David Brown de la CBS/Fox Video per ser un executiu de màrqueting i l'Alison Brown per ser la productora gestora.:12–13 Després que MAGI fos venut a Vidmax (Canadà), els sis —Wedge, Troubetzkoy, Ferraro, Ludwig, David Brown, i Alison Brown—van fundar els Blue Sky Studios al febrer de 1987 per continuar amb el disseny de programari i la producció d'animacions d'ordinador.:13
A Blue Sky, Ferraro i Ludwig va expandir a l'Estudi de CGI, el llenguatge de programació d'estudi que havien començat aMAGI i va començar a utilitzar-lo per a la producció d'animació.:12–13 Al mateix temps, els scanline renderers prevalien en la indústria de gràfics de l'ordinador, i van requerien als animators i artistes digitals afegir els efectes de llum manualment; Troubetzkoy i Ludwig van adaptar el ray tracing de MAGI, algoritmes que simulen les propietats físiques de la llum per tal de produir efectes de llum automàticament.:13:13–14 Per aconseguir això, Ludwig va examinar com passava la llum a través de l'aigua, el gel, i el cristall, i va programar aquelles propietats al programari.:13 Després de la caiguda de la borsa de 1987 (Black Monday), els Blue Sky Studios no van trobar el seu primer client fins que aproximadament dos anys més tard: una empresa "que va voler un logo animat en que es veiés volant per sobre de l'oceà devant d'una posta de sol.":13–14 Per tal de rebre l'encarrec, Blue Sky va passar-se dos dies renderitzant un sol frame i el va entregar al probable client. Tanmateix, una vegada que el client va acceptar la seva oferta, Blue Sky va trobar que no podrien produir l'animació sencera a temps sense l'ajuda d'un estudi de gràfics local, que els va proporcionar processadors d'ordinador extres.:14

### 1989–2002: Anuncis televisius, efectes visuals, iBunny
Durant els 1980s i 1990s, els Blue Sky Studios van es van centrar en la producció d'anuncis televisius i efectes visuals de pel·lícula. L'estudi va començar animant anuncis que descrivien els mecanismes de pastilles per empreses farmacèutiques. L'estudi també va produir un anunci de l'epresa Chock Full O'Nuts en què un gra de cafè parlava i va desenvolupar el primer M&M desenvolupat amb ordinador.:14 Utilitzant l'estudi de CGI, van produir més de 200 anuncis per clients com Chrysler, General Foods, Texaco, i les Marines dels Estats Units. Blue Sky Studios també va produir l'animació pel videojoc "Mathman" de la PBS Square One Television.:14
A mitjans del 1990s, MTV va contractar Blue Sky Studios per animar la seva xarxa d'IDs, el qual va portar a una col·laboració addicional entre les dues empreses a la pel·lícula L'apartament d'en Joe (1996), per la qual Blue Sky va animar els personatges d'insectes. Altres clients van incloure Bell Atlàntic, Rayovac, Gillette i Braun.:14 L'anunci de Braun va ser atorgat un Premi CLIO.:14 En relació al premi, Carl Ludwig va declarar que els jutges van creure que l'anunci era una acció en viu pel realisme de l'animació de la navalla que havien creat. L'agost de 1997, 20th Century Fox, l'empresa d'efectes virtuals de Los Angeles (VIFX) va adquirir la majoria de les accions de Blue Sky Studios per fcrear efectes visuals nous i una nova empresa d'animació, que va quedar rebatejada temporalment com a "Blue Sky/VIFX". Continuant amb l'expansió de l'estudi, Blue Sky va produir animació dels personatges per la pel·lícula Alien Resurrection (1997), A Simple Wish (1997), Mousehunt (1997), Star Trek: Insurrection (1998) i El Club de la Lluita (1999).:15
Mentrestant, començant el 1990, Chris Wedge havia estat treballant en un curt que va anomenar Bunny, per a mostrar l'Estudi de CGI. La pel·lícula tracta sobre una vídua de conill a la que molesta una arna. L'arna porta la conill a reunir-se amb el seu marit:15 En aquell moment, Wedge era el director de tesi de Carlos Saldanha mentre Saldanha estudiava un postgrau a l'Escola d'Arts Visuals, i compartia amb ell l'storyboard de Bunny durant aquest temps. Després que Saldanha es gradués, Blue Sky Studios el van contractar com a animador, i més tard va dirigir uns quants anuncis. No va ser fins el1996 quan Nina Rappaport, una productora de Blue Sky, va assignar Wedge per completar el projecte Bunny. Aquest va requerir l'Estudi de CGI per a renderitzar el pèl, vidre, i metall de diferents fonts lumíniques, com una bombeta i un cel amb núvols. En les etapes inicials del projecte Bunny, Carl Ludwig va modificar l'Estudi de CGI per simular la "radiosity", que consisteix en rajos lleugers de llum que es reflecteixen a múltiples superfícies. Blue Sky Studios va estrenar Bunny el1998, i va rebre el Premi de l'Acadèmia al millor curtmetratge animat. L'èxit de Bunny va donar a Blue Sky Studios l'oportunitat de produir llargetratges.:15

### 2002–present: Llargmetratges

Logotip de Blue Sky Studios de 2005 a 2013

El març de 1999, Fox va decidir vendre VIFX a una altra empresa d'efectes visuals, Rhythm & Hues Studios, mentre que Blue Sky quedava sota el control de Fox. Segons Chris Wedge, Fox va considerar vendre Blue Sky també al 2000 a causa de dificultats financeres en la indústria d'efectes visuals en general. En comptes d'això, Wedge, el productor Lori Forte, i l'executiu d'animació Chris Meledandri van presentar a Fox un guió per a un llargmetratge anomenat Ice Age. Administració de l'estudi va pressionar el personal per vendre les seves accions restants a la Fox per la promesa de feina continuada en llargmetratges. L'estudi es va moure a White Plains a NY i van començar la producció d'Ice Age. Mentre la pel·lícula s'estava fent, a Fox li preocupava que fos un desastre en taquilla. Van fer fora a la meitat del personal de producció i van provar, sense èxit, de trobar un comprador per la pel·lícula i l'estudi. En comptes d'això, Ice Age va ser estrenada per 20th Century Fox el 15 de març de 2002, i va ser un èxit tant comercial com davant la crítica, rebent un nomenament per un Premi d'Acadèmia per Millor Pel·lícula Animada als 75ns Premis d'Acadèmia el 2003. La pel·lícula va establir Blue Sky com el tercer estudi, després de Pixar i DreamWorks, que va llançar una franquícia CGI amb èxit.
El gener de 2009, l'estudi es va moure de White Plains, Nova York a Greenwich, Connecticut, aprofitant el 30% de crèdit fiscal de l'estat, de manera que podien dur a terme un major creixement. L'estudi va declarar l'abril de 2017 que pretén quedar-se a Connecticut fins al 2025.
El 2013, Chris Wedge va deixar temporalment l'estudi per dirigir la pel·lícula d'acció animada per ordinador deParamount Animation Monster Trucks. Després va tornar a Blue Sky Studios i està treballant en projectes múltiples per l'empresa.
Si s'aprova, Blue Sky Studios es veurien afectats per l'adquisició proposada de 21th Century Fox per part de Disney, proposat el desembre de 2017.

## Filmografia

### Llargmetratges

#### Pel·lícules estrenades
| #  | Títol                                | Data d'alliberament    | Pressupost   | Brut         | RT  | MC |
| -- | ------------------------------------ | ---------------------- | ------------ | ------------ | --- | -- |
| 1  | Ice Age                              | 15 de març de 2002     | 59$ milions  | 383$ milions | 77% | 60 |
| 2  | Robots                               | 11 de març de 2005     | 75$ milions  | 260$ milions | 64% | 64 |
| 3  | Ice Age: El Desglaç                  | 31 de març de 2006     | 80$ milions  | 660$ milions | 57% | 58 |
| 4  | Horton                               | 14 de març de 2008     | 85$ milions  | 297$ milions | 79% | 71 |
| 5  | Ice Age 2: L'Era dels Dinosaures     | 1 de juliol de 2009    | 90$ milions  | 886$ milions | 46% | 50 |
| 6  | Rio                                  | April 15, 2011         | 90$ milions  | 484$ milions | 72% | 63 |
| 7  | Ice Age: La formació dels continents | 13 de juliol de 2012   | 95$ milions  | 877$ milions | 38% | 49 |
| 8  | Epic                                 | 24 de maig de 2013     | 93$ milions  | 268$ milions | 64% | 52 |
| 9  | Rio 2                                | April 11, 2014         | 103$ milions | 500$ milions | 46% | 49 |
| 10 | Charlie Brown i Snoopy               | 6 de novembre de 2015  | 99$ milions  | 246$ milions | 87% | 67 |
| 11 | Ice Age: El Gran Cataclisme          | 22 de juliol de 2016   | 105$ milions | 408$ milions | 17% | 34 |
| 12 | Ferdinand                            | 15 de desembre de 2017 | 111$ milions | 296$ milions | 72% | 58 |

#### Properes Pel·lícules
| #  | Títol              | Data d'estrena         | Ref(s)                      |
| -- | ------------------ | ---------------------- | --------------------------- |
| 13 | Espies disfressats | 25 de desembre de 2019 | [ 15 ] [ 16 ] [ 17 ] [ 18 ] |
| 14 | Nimona             | 30 de Juny de 2023     | [ 19 ] [ 20 ] [ 21 ]        |

#### Pel·lícules en desenvolupament
| Títol       | Ref(s)                      |
| ----------- | --------------------------- |
| Mutts       | [ 22 ] [ 23 ] [ 24 ] [ 25 ] |
| Frogkisser! | [ 26 ] [ 27 ]               |
| Foster      | [ 28 ] [ 29 ]               |

### Especials Televisius
| # | Títol                          | Data d'estrena         |
| - | ------------------------------ | ---------------------- |
| 1 | Ice Age: A Mammoth Christmas   | 24 de novembre de 2011 |
| 2 | Ice Age: The Great Egg-Scapade | 20 de març de 2016     |

### Curtmetratges
| #  | Títol                                | Data d'estrena         |
| -- | ------------------------------------ | ---------------------- |
| 1  | Bunny                                | 2 de novembre de 1998  |
| 2  | Gone Nutty                           | 26 de novembre de 2002 |
| 3  | Aunt Fanny's Tour of Booty           | 27 de setembre de 2005 |
| 4  | No Time for Nuts                     | 21 de novembre de 2006 |
| 5  | Surviving Sid                        | 9 de desembre de 2008  |
| 6  | Scrat's Continental Crack-Up         | 25 de desembre de 2010 |
| 7  | Scrat's Continental Crack-Up: Part 2 | 16 de desembre de 2011 |
| 8  | Umbrellacorn                         | 26 de juliol de 2013   |
| 9  | Còsmic Scrat-tastrophe               | 6 de novembre de 2015  |
| 10 | Scrat: Spaced Out                    | 11 d'octubre de 2016   |

### Contribucions
- Square One Television (1987) – "Mathman" segments
- L'apartament d'en Joe (1996) – dansa i cantant cockroaches
- Alien: Resurrection (1997) – els aliens[36]
- Un Desig Senzill (1997) – caràcters nombrosos i efectes especials
- MouseHunt (1997) – diversos ratolins i efectes de casa[37]
- Star Trek: Insurrection (1998) – diverses criatures alien[38]
- Jesus' Son (1999) – cor sagrat, "vidre líquid", i boles de cotó xisclants[39]
- Fight Club (1999) – el pingüí[40]
- El Sopranos (2000) – el peix que parla a l'episodi "Funhouse"[41]
- Titan A.E. (2000) – animació 3D: creació del món nou en la seqüència de "Genesis" del final[42]
- Família Guy (2006) – cameo de l'Scrat a l'episodi "Sibling Rivalry"[43]

## Premis

### Premis de l'acadèmia
| Any  | Pel·lícula       | Categoria                      | Candidat/ guanyador           | Resultat  |
| ---- | ---------------- | ------------------------------ | ----------------------------- | --------- |
| 1998 | Bunny            | Millor curtmetratge d'animació | Chris Wedge                   | Guanyador |
| 2002 | Ice Age          | Millor pel·lícula d'animació   | Chris Wedge                   | Nominat   |
| 2003 | Gone Nutty       | Millor curtmetratge d'animció  | Carlos Saldanha               | Nominat   |
| 2006 | No time for Nuts | Millor curtmetratge d'animció  | Chris Renaud i Mike Thurmeier | Nominat   |
| 2011 | Rio              | Millor cançó original          | "Real en Rio"                 | Nominat   |
| 2017 | Ferdinand        | Millor pel·lícula d'animació   | Carlos Saldanha i Lori Forte  | Nominat   |

### Premis Annie
| Any  | Pel·lícula                            | Categoria                                                                     | Candidat/ guanyador                                                          | Resultat  |
| ---- | ------------------------------------- | ----------------------------------------------------------------------------- | ---------------------------------------------------------------------------- | --------- |
| 2002 | Ice Age                               | Millor pel·lícula d'animació                                                  | Lori Forte                                                                   | Nominat   |
| 2002 | Ice Age                               | Millor animació de personatge                                                 | Mike Thurmeier                                                               | Nominat   |
| 2002 | Ice Age                               | Millor disseny de personatge en pel·lícula d'animació                         | Peter DeSève                                                                 | Nominat   |
| 2002 | Ice Age                               | Millor direcció en pel·lícula d'animació                                      | Chris Wedge i Carlos Saldanha                                                | Nominat   |
| 2002 | Ice Age                               | Millor música en pel·lícula d'animació                                        | David Newman                                                                 | Nominat   |
| 2002 | Ice Age                               | Millor disseny de producció en pel·lícula d'animació                          | Brian McEntee                                                                | Nominat   |
| 2002 | Ice Age                               | Millor guió en pel·lícula d'animació                                          | Michael Berg, Michael J. Wilson i Peter Ackerman                             | Nominat   |
| 2005 | Robots                                | Millor disseny de personatge en pel·lícula d'animació                         | William Joyce                                                                | Nominat   |
| 2005 | Robots                                | Disseny de Producció millor en un Animated Característica                     | William Joyce i Steve Martino                                                | Nominat   |
| 2006 | Ice Age: El Desglaç                   | Millors efectes d'animació                                                    | John David Thornton                                                          | Nominat   |
| 2006 | Ice Age: El Desglaç                   | Millor disseny de personatge en pel·lícula d'animació                         | Peter DeSève                                                                 | Nominat   |
| 2006 | Ice Age: El Desglaç                   | Millor direcció en pel·lícula d'animació                                      | Carlos Saldanha                                                              | Nominat   |
| 2006 | Ice Age: El Desglaç                   | Millor música en pel·lícula d'animació                                        | John Powell                                                                  | Nominat   |
| 2006 | Ice Age: El Desglaç                   | Millor Storyboarding en una pel·lícula d'animació                             | William H. Frake III                                                         | Nominat   |
| 2008 | Horton                                | Millors efectes d'animació                                                    | Alen Lai                                                                     | Nominat   |
| 2008 | Horton                                | Millor disseny de personatge en pel·lícula d'animació                         | Va cantar Jun Lee                                                            | Nominat   |
| 2008 | Horton                                | Millor animació de personatge                                                 | Jeff Gabor                                                                   | Nominat   |
| 2008 | Horton                                | Millor música en pel·lícula d'animació                                        | John Powell                                                                  | Nominat   |
| 2008 | Horton                                | Millor guió en pel·lícula d'animació                                          | Cinco Paul i Ken Daurio                                                      | Nominat   |
| 2009 | Ice Age: L'Era dels Dinosaures        | Millor música en pel·lícula d'animació                                        | John Powell                                                                  | Nominat   |
| 2009 | Ice Age: L'Era dels Dinosaures        | Millor actuació vocal en pel·lícula d'animació                                | John Leguizamo                                                               | Nominat   |
| 2012 | Rio                                   | Millor pel·lícula d'animació                                                  | Bruce Anderson i John C. Donkin                                              | Nominat   |
| 2012 | Rio                                   | Millor animació de personatge                                                 | Jeff Gabor                                                                   | Guanyador |
| 2012 | Rio                                   | Millor animació de personatge                                                 | Patrik Puhala                                                                | Nominat   |
| 2012 | Rio                                   | Millor disseny de personatge en pel·lícula d'animació                         | Sergios Pablos                                                               | Nominat   |
| 2012 | Rio                                   | Millor direcció en pel·lícula d'animació                                      | Carlos Saldanha                                                              | Nominat   |
| 2012 | Rio                                   | Millor música en pel·lícula d'animació                                        | Mikael Mutti, Siedah Garrett, Carlinhos Brown, Sérgio Mendes i John Powell   | Nominat   |
| 2012 | Rio                                   | Millor disseny de producció en una pel·lícula d'animació                      | Thomas Cardone, Kyle MacNaughton i Peter Chan                                | Nominat   |
| 2012 | Rio                                   | Millor actuació vocal en pel·lícula d'animació                                | Jemaine Clement                                                              | Nominat   |
| 2012 | Ice Age: El Xoc dels Continents       | Millors efectes d'animació                                                    | Andrew Schneider                                                             | Nominat   |
| 2012 | Ice Age: El Xoc dels Continents       | Millor música en pel·lícula d'animació                                        | John Powell, Adam Schlesinger i Èster Dean                                   | Nominat   |
| 2012 | Ice Age: El Xoc dels Continents       | Millor disseny de producció en una pel·lícula d'animació                      | Nash Dunnigan, Arden Chan, Jon Townley i Kyle Macnaughton                    | Nominat   |
| 2013 | Epic                                  | Millors efectes d'animació                                                    | Alen Lai, David Quirus, Diego Garzon Sanchez, i Ilan Gabai                   | Nominat   |
| 2013 | Epic                                  | Millor animació de personatge                                                 | Thom Roberts                                                                 | Nominat   |
| 2013 | Epic                                  | Millor direcció en pel·lícula d'animació                                      | Chris Wedge                                                                  | Nominat   |
| 2013 | Epic                                  | Millor música en pel·lícula d'animació                                        | Danny Elfman                                                                 | Nominat   |
| 2013 | Epic                                  | Millor disseny de producció en una pel·lícula d'animació                      | Michael Knapp, Greg Couch, i William Joyce                                   | Nominat   |
| 2014 | Rio 2                                 | Consecució excepcional en disseny de personatge en una pel·lícula d'animació  | Va cantar Jun Lee, Jason Sadler, i José Manuel Fernández Oli                 | Nominat   |
| 2014 | Rio 2                                 | Millor Storyboarding en una pel·lícula d'animació                             | John Hurst                                                                   | Nominat   |
| 2014 | Rio 2                                 | Millor Storyboarding en una pel·lícula d'animació                             | Rodrigo Perez-Castro                                                         | Nominat   |
| 2014 | Rio 2                                 | Millor actuació vocal en pel·lícula d'animació                                | Andy García                                                                  | Nominat   |
| 2015 | Snoopy i Charlie Brown: La pel·lícula | Millor pel·lícula d'animació                                                  | Craig Schulz, Bryan Schulz, Cornelius Uliano, Paul Feig i Michael J. Travers | Nominat   |
| 2015 | Snoopy i Charlie Brown: La pel·lícula | Consecució excepcional en animació de personatge en una pel·lícula d'animació | BJ Crawford                                                                  | Nominat   |
| 2015 | Snoopy i Charlie Brown: La pel·lícula | Consecució excepcional en direcció d'una pel·lícula d'animació                | Steve Martino                                                                | Nominat   |
| 2015 | Snoopy i Charlie Brown: La pel·lícula | Consecució excepcional en actuació vocal en una pel·lícula d'animació         | Alex Garfin                                                                  | Nominat   |
| 2015 | Snoopy i Charlie Brown: La pel·lícula | Consecució excepcional en actuació vocal en una pel·lícula d'animació         | Hadley Belle Miller                                                          | Nominat   |
| 2017 | Ferdinand                             | Millor disseny de producció en una pel·lícula d'animació                      | Thomas Cardone, Arden Chan, Andrew Hickson, Mike Lee i Jason Sadler          | Nominat   |
| 2017 | Ferdinand                             | Editorial en un pel·lícula d'animació                                         | Harry Hitner i Tim Nordquist                                                 | Nominat   |

### Premis Golden Globe
| Any  | Pel·lícula                            | Categoria                    | Candidat/ guanyador                       | Resultat |
| ---- | ------------------------------------- | ---------------------------- | ----------------------------------------- | -------- |
| 2015 | Snoopy i Charlie Brown: La pel·lícula | Millor pel·lícula animada    | Steve Martino                             | Nominat  |
| 2017 | Ferdinand                             | Millor pel·lícula animada    | Carlos Saldana                            | Nominat  |
| 2017 | Ferdinand                             | Millor cançó original (Casa) | Nick Jonas, Justin Tranter, i Nick Monson | Nominat  |

### Kid's Choice Awards
| Any  | Pel·lícula                            | Categoria                             | Candidat/ guanyador | Resultat  |
| ---- | ------------------------------------- | ------------------------------------- | ------------------- | --------- |
| 2002 | Ice Age                               | Pel·lícula favorit                    | Nominat             |           |
| 2002 | Ice Age                               | Veu favorita de personatge d'animació | Ray Romano          | Nominat   |
| 2002 | Ice Age                               | Veu favorita de personatge d'animació | Denis Leary         | Nominat   |
| 2005 | Robots                                | Pel·lícula d'animació favorita        | Nominat             |           |
| 2005 | Robots                                | Veu favorita de personatge d'animació | Robin Williams      | Nominat   |
| 2006 | Ice Age: El Desglaç                   | Pel·lícula Animada Favorita           | Nominat             |           |
| 2006 | Ice Age: El Desglaç                   | Veu favorita de personatge d'animació | Reina Latifah       | Guanyador |
| 2008 | Horton                                | Veu favorita de personatge d'animació | Jim Carrey          | Nominat   |
| 2009 | Ige Age: La Era dels Dinosaures       | Pel·lícula d'animació favorita        | Nominat             |           |
| 2009 | Ige Age: La Era dels Dinosaures       | Veu favorita de personatge d'animació | Ray Romano          | Nominat   |
| 2011 | Rio                                   | Pel·lícula d'animació favorita        | Nominat             |           |
| 2012 | Ice Age: Xoc de Continents            | Pel·lícula d'animació favorita        | Nominat             |           |
| 2014 | Rio 2                                 | Pel·lícula d'animació favorita        | Nominat             |           |
| 2015 | Snoopy i Charlie Brown: La pel·lícula | Pel·lícula d'animació favorita        | Nominat             |           |
| 2017 | Ferdinand                             | Pel·lícula d'animació favorita        | Nominat             |           |